# Vesthimmerland
Vesthimmerland is een gemeente in de Deense regio Nordjylland (Noord-Jutland). Bij de herindeling van 2007 werden de volgende gemeentes tot Vesthimmerland samengevoegd: Aalestrup, Farsø, Løgstør, Aars. De gemeente telt 37.285 inwoners (2017).

## Plaatsen
Enkele plaatsen in de gemeente:
- Aalestrup
- Aars
- Aggersund
- Farsø
- Gedsted
- Havbro
- Hornum
- Hvalpsund
- Livø (eiland)
- Løgstør
- Ranum
- Simested
- Testrup
- Overlade
- Østrup
- Vester Hornum
- Vilsted

Aalborg · Brønderslev · Frederikshavn · Hjørring · Jammerbugt · Læsø · Mariagerfjord · Morsø · Rebild · Thisted · Vesthimmerland
- International Standard Name Identifier: 0000 0004 0379 1792
- MusicBrainz: dfe2bdb3-143f-490c-a312-a8f1f1531a53